# Cerveza Club Premium Open 2011
Il Cerveza Club Premium Open 2011 è stato un torneo professionistico di tennis maschile giocato sulla terra rossa. È stata la diciassettesima edizione del torneo, facente parte dell'ATP Challenger Tour nell'ambito dell'ATP Challenger Tour 2011. Si è giocato a Quito in Ecuador dal 17 al 23 ottobre 2011.

## Partecipanti

### Teste di serie
| Nazionalità | Giocatore               | Ranking* | Testa di serie |
| ----------- | ----------------------- | -------- | -------------- |
| Francia     | Éric Prodon             | 90       | 1              |
| Italia      | Paolo Lorenzi           | 110      | 2              |
| Sudafrica   | Izak van der Merwe      | 132      | 3              |
| Spagna      | Rubén Ramírez Hidalgo   | 133      | 4              |
| Spagna      | Daniel Muñoz de la Nava | 157      | 5              |
| Argentina   | Facundo Bagnis          | 174      | 6              |
| Colombia    | Carlos Salamanca        | 241      | 7              |
| Francia     | Guillaume Rufin         | 243      | 8              |

- 1 Ranking al 10 ottobre 2011.

### Altri partecipanti
Giocatori che hanno ricevuto una wild card:
- Joseph Correa
- Eric Nunez
- Walter Valarezo
- Juan-Sebastián Vivanco

Giocatori che sono passati dalle qualificazioni:
- Nicolás Barrientos
- Juan Sebastián Gómez
- Juan Pablo Ortiz
- Eduardo Struvay

## Campioni

### Singolare
Sebastián Decoud ha battuto in finale   Daniel Muñoz de la Nava con il punteggio di 6–3, 7–6(3)

### Doppio
Juan Sebastián Gómez /  Maciek Sykut hanno battuto in finale   Andre Begemann /  Izak van der Merwe con il punteggio di 3–6, 7–5, [10–8]